# ازو کانری
ازو کانری (به ژاپنی: 蝦夷管領 えぞかんれい) در دوره کاماکورا، شوگون‌سالاری کاماکورا، این موقعیتی است که گمان می‌رود بر مشاغل مختلف مرتبط با ازو نظارت داشته است. توجه داشته باشید که اصطلاح ازو کانری بعد از دوره نانبوکوچو ظاهر شد و در دوره کاماکورا به آن ازو ساتاشیکی و ازو دایکان می‌گفتند.